# 博洛尼亚进程
博洛尼亚进程（英語：Bologna process）是欧洲诸国间在高等教育领域互相衔接的一个项目，以确保各国高等教育标准相当，学位學分互相认可。体系得名于1999年欧洲29个国家在意大利的博洛尼亚大学签订的博洛尼亚宣言。随后，该体系对所有愿意参加的欧洲国家开放。

## 签署
现时参与成员国包括:
- 截止2005年：

阿尔巴尼亚、亚美尼亚、奥地利、阿塞拜疆、波黑、保加利亚、克罗地亚、塞浦路斯、捷克、丹麦、爱沙尼亚、芬兰、法国、格鲁吉亚、罗马教廷、匈牙利、冰岛、爱尔兰、拉脫維亞、列支敦士登、卢森堡、摩尔多瓦、挪威、波兰、葡萄牙、罗马尼亚、俄罗斯、塞尔维亚、斯洛伐克、斯洛文尼亚、瑞典、瑞士、前南斯拉夫、乌克兰、英国、安道尔、比利时、德国、希腊、意大利、马耳他、荷兰、西班牙、土耳其等45个国家和地区签署了该体系。
- 2007年5月起: 黑山
- 2010: 哈萨克斯坦
- 2015:白俄罗斯

## 学分学时统一
- 全日制欧洲学生，每学年应获得60个ECTS(学分)
- 每一学分对应25至30小时的学习；按照参加学习人数，成绩分为七等，其中最后两等为不及格

## 学位互相认可
- 全部高等教育分为三个阶段：
  - 第一阶段180−240 ECTS，通常最少三年，授予学士学位。
  - 第二阶段90−120 ECTS，在獲得學士學位的基礎上通常最少兩年，授予硕士学位。
  - 第三阶段，不受该体系影响，通常最少三年，授予博士学位。